# Mistrzostwa Polski w Badmintonie 1979
15. Mistrzostwa Polski w badmintonie odbyły się w dniach 8–9 kwietnia 1979 roku we Wrocławiu.

## Klasyfikacja medalowa
| Konkurencja:            | Złoto:                                                                          | Srebro:                                                                | Brąz: |
| gra pojedyncza kobiet   | Elżbieta Utecht (Polonia Głubczyce)                                             | Bożena Wojtkowska (Polonia Głubczyce)                                  | Ewa Rusznica (Polonia Głubczyce) Maria Bahryj (Polonia Głubczyce)                                                                             |
| gra pojedyncza mężczyzn | Brunon Rduch (Unia Bieruń Stary)                                                | Zygmunt Skrzypczyński (AZS AWF Wrocław)                                | Ryszard Borek (Polonia Głubczyce) Janusz Labisko (Bolesław Bukowno)                                                                           |
| gra podwójna kobiet     | Maria Bahryj (Polonia Głubczyce) Bożena Wojtkowska (Polonia Głubczyce)          | Ewa Krawczyk (AZS AWF Wrocław) Helena Radaczyńska (AZS AWF Wrocław)    | Ewa Zdrojewska (Start Gdynia) Anna Zyśk (Start Gdynia) Iwona Nabiałek (Unia Bieruń Stary) Elżbieta Trojanowska (Unia Bieruń Stary)            |
| gra podwójna mężczyzn   | Zygmunt Skrzypczyński (AZS AWF Wrocław) Sławomir Włoszczyński (AZS AWF Wrocław) | Janusz Labisko (Bolesław Bukowno) Ryszard Werbliński (AZS AWF Wrocław) | Brunon Rduch (Unia Bieruń Stary) Norbert Węgrzyn (Unia Bieruń Stary) Kazimierz Ciurys (Polonia Głubczyce) Stanisław Rosko (Polonia Głubczyce) |
| gra mieszana            | Zygmunt Skrzypczyński (AZS AWF Wrocław) Elżbieta Utecht (Polonia Głubczyce)     | Janusz Labisko (Bolesław Bukowno) Anna Zyśk (Start Gdynia)             | Jacek Mrozowski (AZS AWF Wrocław) Bożena Wiczyńska (AZS AWF Wrocław) Joachim Krawczyk (AZS AWF Wrocław) Helena Radaczyńska (AZS AWF Wrocław)  |